# آشاو ایم شیمگاو
آشاو ایم شیمگاو (به آلمانی: Aschau im Chiemgau) یک شهر در آلمان است که در بایرن واقع شده‌است.

## خصوصیات
آشاو ایم شیمگاو ۷۹٫۶۱ کیلومترمربع مساحت دارد ۶۱۵ متر بالاتر از سطح دریا واقع شده‌است.

## نگارخانه

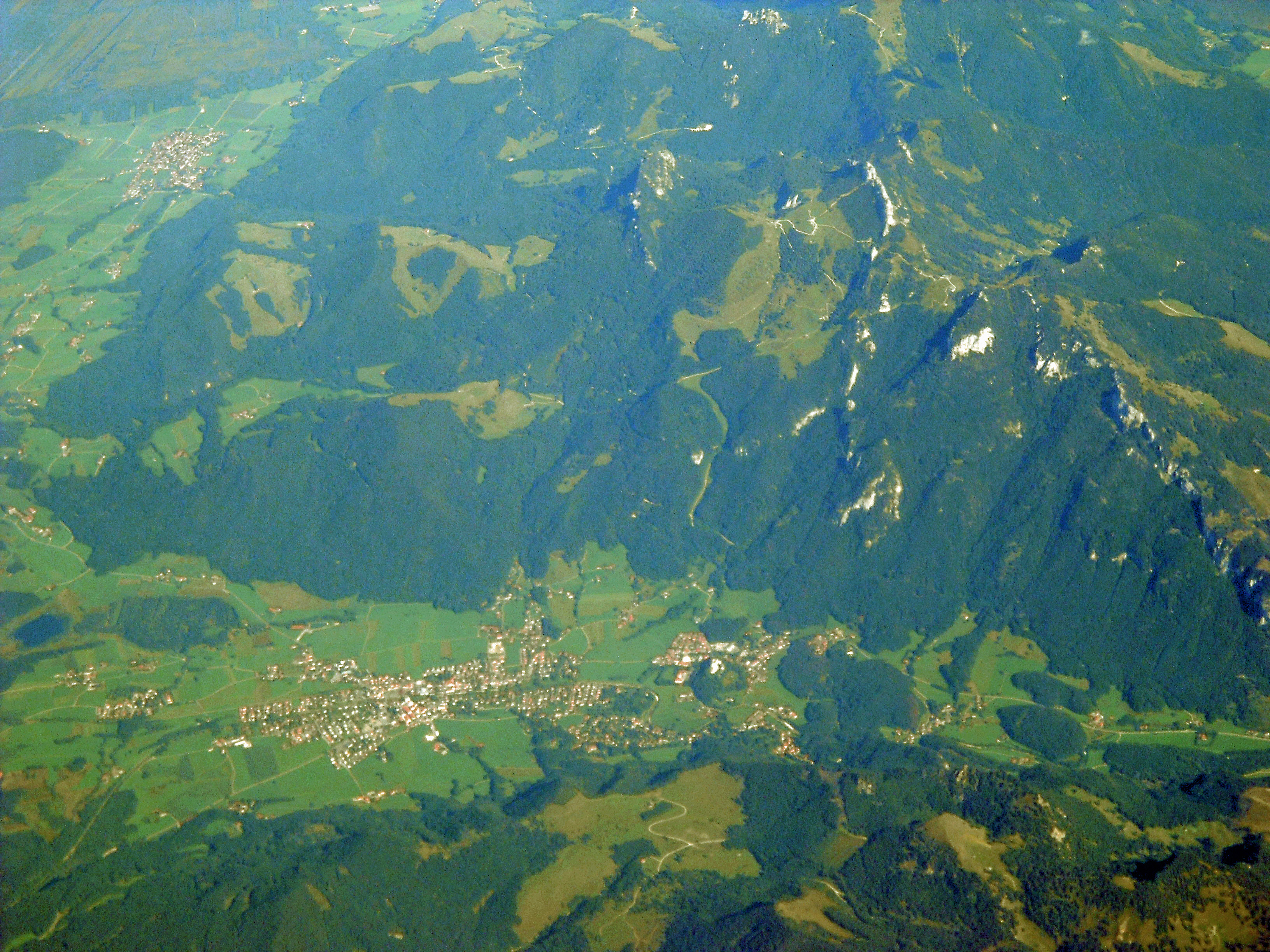
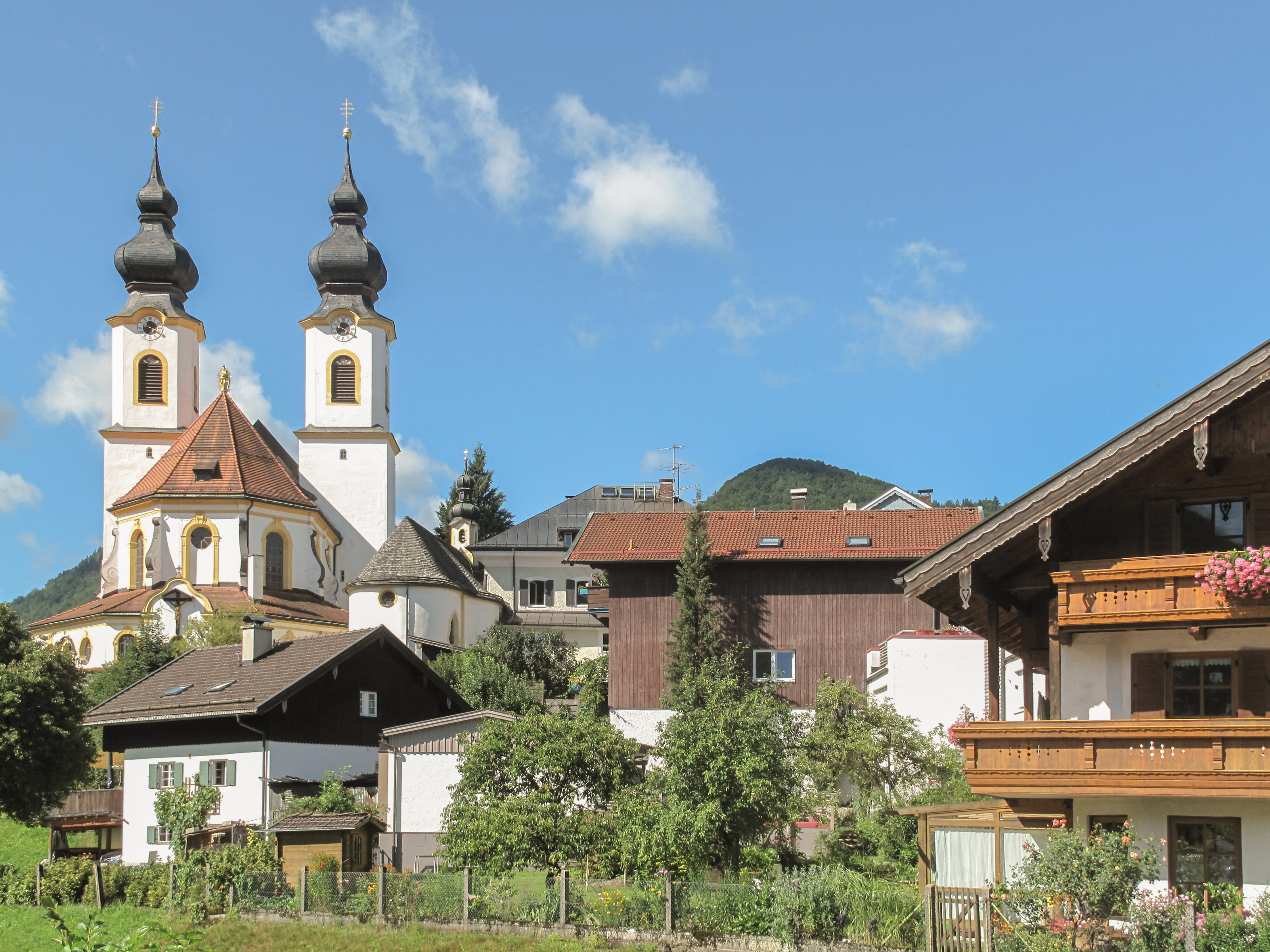
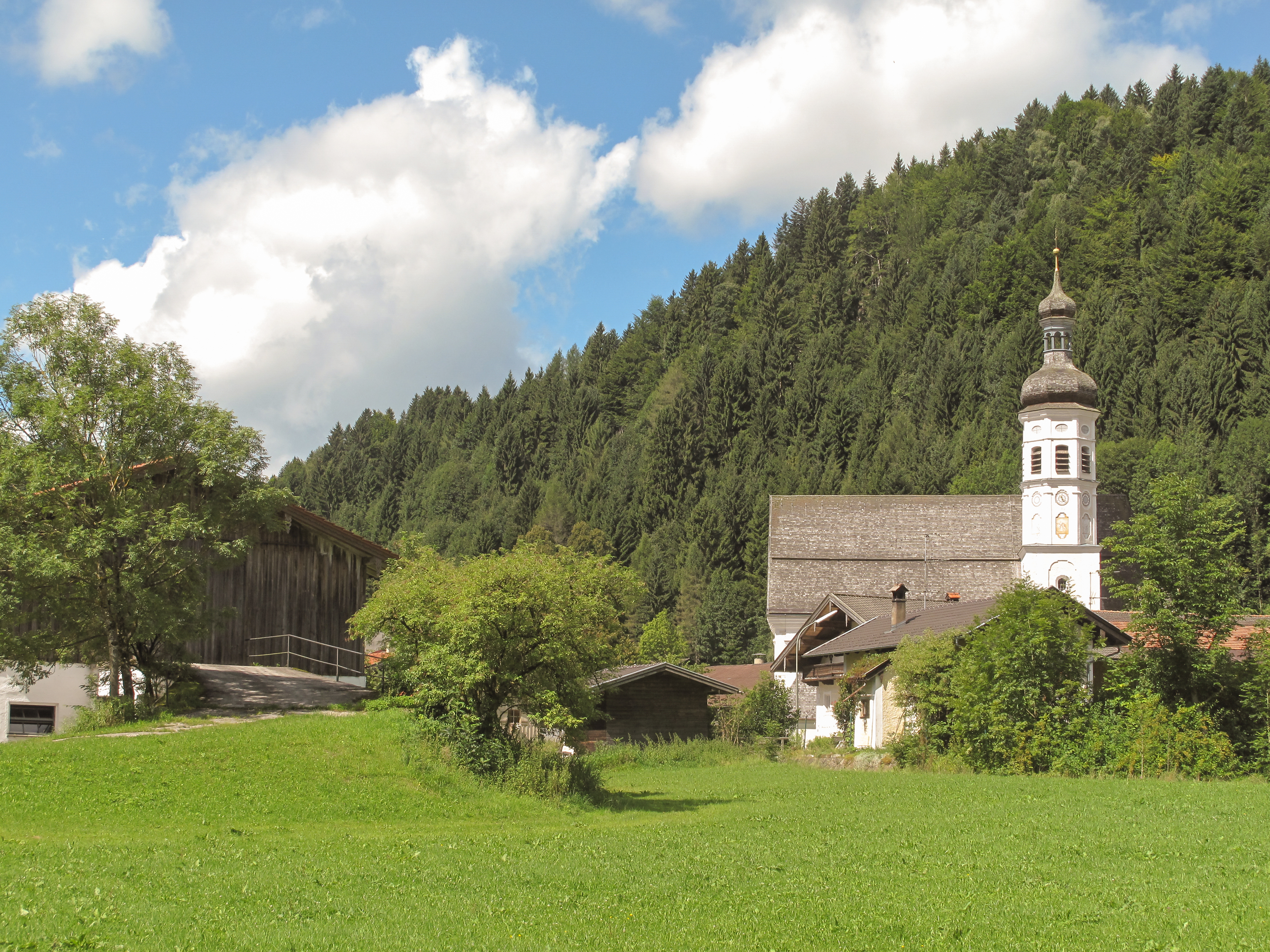